# Rockpile
Rockpile, var en brittisk musikgrupp som bildades av Dave Edmunds med rötterna i den brittiska pubrocken. Bandet fick samma namn som Edmunds första soloalbum, Rockpile från 1972. Bandet bytte under de första åren medlemmar då och då.
Det som betraktas som det slutgiltiga Rockpile-bandet tog form 1978 och bestod av Dave Edmunds (gitarr, slagverk, piano, sång), Nick Lowe (basgitarr, gitarr, sång, keyboard), Billy Bremner (gitarr, sång) och Terry Williams (trummor).
Bandet turnerade under namnet Rockpile i några år, men på grund av skivbolagskontrakt gavs deras studioinspelningar ut som soloalbum under bandledarnas Dave Edmunds och Nick Lowes namn fram till 1980. Som grupp under eget namn gav Rockpile enbart ut ett album, Seconds of Pleasure 1980, och upplöstes året efter. Med albumet Seconds of Pleasure följde en EP där Edmunds och Lowe sjöng fyra låtar som The Everly Brothers gjort kända.
Bandmedlemmarna fortsatte därefter med egna karriärer inom musikbranschen, men spelar sporadiskt delvis tillsammans vid konserter och skivinspelningar.

## Diskografi
Studioalbum
- Seconds of Pleasure (1980)

Livealbum
- Concerts For the People of Kampuchea (1981)
- Live At Montreux 1980 (2011)
- Live At Rockpalast (2013)

Singlar
- "I Hear You Knocking" (1970)
- "I'm Comin' Home" (1971)
- "Wrong Again (Let's Face It)" (1980)
- "Teacher Teacher" (1980)
- "Now and Always" (1980)
- "Heart" (1981)